# Jean-Baptiste Maunier
 (août 2025).
Pour les articles homonymes, voir Maunier.
Jean-Baptiste Maunier, né le 22 décembre 1990 à Brignoles (Var), est un chanteur, acteur et mannequin français.
Il a été révélé par le film Les Choristes.

## Biographie

### Enfance et formation
Jean-Baptiste Maunier est le fils de Thierry et de Muriel Maunier. Son père est cadreur à France télévisions. Jean-Baptiste Maunier passe sa jeunesse à Sainte-Foy-lès-Lyon, dans la banlieue lyonnaise, et fait ses débuts en tant que choriste et soliste dans le chœur des Petits chanteurs de Saint-Marc, dirigé par Nicolas Porte, alors qu'il n'est encore qu'en 6e. Il veut alors devenir commentateur sportif mais ses aptitudes musicales le dirigent vers une carrière artistique.

### Carrière
En 2003, Jean-Baptiste Maunier est repéré pour jouer le rôle de Pierre Morhange dans Les Choristes, de Christophe Barratier, aux côtés de Gérard Jugnot. Il interprète également la bande originale du film, dont 800 000 albums sont vendus en France.
Avec Clémence Saint-Preux, il interprète le Concerto pour deux voix, adaptation du Concerto pour une voix du compositeur français Saint-Preux, père de Clémence.
En 2004, il participe en tant que soliste à la bande originale du documentaire Dogora, de Patrice Leconte.
Il quitte la chorale en février 2005 et il intègre la troupe des Enfoirés la même année.
En 2006, il joue le personnage du jeune Robert dans la mini-série franco-belge Le Cri, sous la direction d'Hervé Baslé, et tourne aux côtés de Nicolas Duvauchelle et de Clémence Poésy dans Le Grand Meaulnes, de Jean-Daniel Verhaeghe. En parallèle, il prête sa voix à Saxo dans Piccolo, Saxo et Cie.
En 2007, il interprète le rôle de Sid dans le film Hellphone, de James Huth, réalisateur de Brice de Nice. La même année, il tient le rôle d'Octave dans L'Auberge rouge, de Gérard Krawczyk, où il retrouve Gérard Jugnot et côtoie Christian Clavier et Josiane Balasko. Il incarne aussi Guy Môquet dans le court-métrage La Lettre, de François Hanss.
Il se rend aux États-Unis de 2008 à 2009 pour améliorer son anglais. Il en profite pour perfectionner son jeu au sein du Lee Strasberg Theatre Institute, une prestigieuse école de comédie à New York.
En 2010, il joue dans un épisode de Plan Biz.
En 2011, il apparaît dans une campagne de publicité pour Nintendo. Il joue également dans un nouveau film, Perfect Baby, de Wang Jing.
En 2012, il tourne dans le téléfilm en deux parties Merlin, réalisé par Stéphane Kappes, et dans la série humoristique Zak, réalisée par Arthur Benzaquen et Denis Thibault.
En 2013, il collabore à l'album We Love Disney 2 en interprétant Le Monde qui est le mien, tiré du dessin animé Hercule. Il est également modèle occasionnel pour Next Model, Versace et des magazines tels qu'August Man Malaysia ou Opium Style. La même année, il joue dans la pièce La Chanson de l'éléphant, de Nicolas Billon, dans une mise en scène de Bruno Dupuis, aux côtés de Pierre Cassignard et de Christine Bonnard.
En 2013, il signe chez Mercury Records[source secondaire souhaitée] pour un premier album solo qui sortira en juin 2015. À l'occasion d'une vidéo promotionnelle, il interprète la chanson Je reviens.
En 2015, il part en tournée jouer La Chanson de l'éléphant en province, en Suisse et en Belgique, avec Catherine Hosmalin (qui remplace Christine Bonnard).
Le 24 novembre 2017 sort son deuxième album, Nuits Revolver, qui comporte douze titres.
En 2018, il joue dans la pièce Paprika, aux côtés de Victoria Abril[source secondaire souhaitée].
En 2020, il apparaît dans le clip de Serre-Moi, de Tryo, Yannick Noah et Ibrahim Maalouf, aux côtés de Lena Lapres.
Le 19 août 2021, TF1 annonce sa prochaine participation à la onzième saison de Danse avec les stars,. Il est éliminé de la compétition au bout de trois semaines.
Le 31 janvier 2022, le premier épisode faisant la promotion du nouveau livre de John Green, Bienvenue dans l'Anthropocène, est publié sur la page Instagram de Gallimard Jeunesse[source secondaire souhaitée]. Jean-Baptiste Maunier met en avant cette œuvre contemporaine dans une série de mini-vidéos (4 au total) aux côtés d'Ana Godefroy, Eddy Moniot et Félix Radu[source secondaire souhaitée].

### Vie personnelle

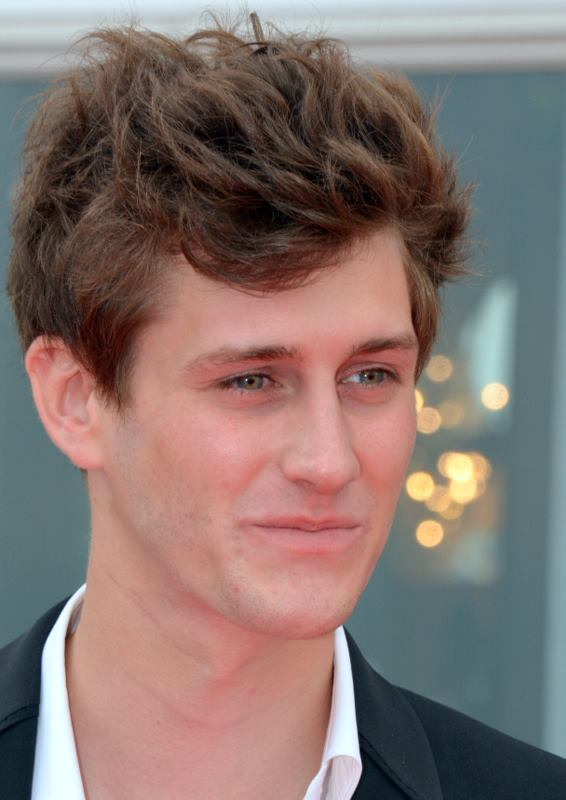
Jean-Baptiste Maunier en 2016.

Jean-Baptiste Maunier est en couple avec Léa Arnezeder, sœur de l'actrice Nora Arnezeder. En 2019, il annonce sur son compte Instagram que sa compagne est enceinte de leur premier enfant. Leur fils naît le 2019[réf. nécessaire]. Le 11 mai 2023, il annonce la naissance de leur deuxième fils[réf. nécessaire].
En mai 2024, il annonce la mort de sa mère.

## Discographie

### Albums
- 2016 : Nuits blanches (EP 5 titres[6])

1. Je reviens
2. Je ne dors plus
3. Nuits revolvers
4. M'endormir avec toi
5. L'Amour à l'envers (ft. Leslie)

- 2017 : Nuits Revolver

### Singles
- 2004 : Les Choristes en concert[7]
- 2005 : Concerto pour deux voix, avec Clémence Saint-Preux[8]
- 2005 : Les Choristes en concert de Nicolas Porte, Soliste (Concert édité en DVD)[9]
- 2006 : Piccolo, Saxo et Compagnie[10]
- 2010 : Mistral gagnant
- 2010 : By a Waterfall avec Nora Arnezeder
- 2014 : Le Monde qui est le mien, We Love Disney 2[11]
- 2015 : Je reviens, avant-première de son premier album en solo[12]
- 2016 : Je ne dors plus[13]
- 2017 : Je pars

## Filmographie
Sauf indication contraire, les informations mentionnées dans cette section peuvent être confirmées par les bases de données cinématographiques  présentes dans la section « Liens externes ».

### Cinéma

#### Longs métrages
- 2004 : Les Choristes de Christophe Barratier : Pierre Morhange
- 2006 : Le Grand Meaulnes de Jean-Daniel Verhaeghe : François Seurel
- 2007 : Hellphone de James Huth : Sid
- 2007 : L'Auberge rouge de Gérard Krawczyk : Octave
- 2011 : Perfect Baby de Wang Jing : Alex
- 2014 : Le Bruit d'un cœur qui tremble de Francis Renaud : Rimbaud
- 2022 : Classico de Nathanaël Guedj et Adrien Piquet-Gauthier : Julien

#### Courts métrages
- 2007 : La Lettre de François Hanss : Guy Môquet
- 2011 : Le Fourgon de Benjamin Cappelletti : Pierre
- 2013 : I'm a Sharpener de Mahdi Lepart : Harris Tindall
- 2015 : Noctambule de Lisa Azuelos : lui-même
- 2016 : A/K d'Olivier Van Hoofstadt : Ted
- 2019 : Le Fantôme de Jhon Rachid : Erick

### Télévision

#### Téléfilms
- 2006 : Le Cri d'Hervé Baslé : Robert jeune
- 2012 : Merlin (épisode 2) de Stéphane Kappes : chevalier Lancelot du Lac jeune
- 2016 : Meurtres à Strasbourg de Laurence Katrian : Julian Mathis

#### Séries télévisées
- 2014 : Zak
- 2015 : Mes chers disparus de Stéphane Kappes : Alphonse
- 2017 : Scènes de ménages, enfin à la montagne ! : Léo
- 2019 : Pitch, saison 2, épisode 7 Le Retour du stagiaire : lui-même
- 2022 : Disparition inquiétante, épisode 5 Retour aux sources (ex. Consentement parental) de Stéphanie Pillonca : Docteur Ferrer
- 2023 - : Demain nous appartient, saison 6, épisodes 1382 à 1415 puis à partir de 1765 : Benoît Letellier
- 2024 : Léo Matteï, Brigade des mineurs, épisode Le Mensonge : Aurélien Guichard
- 2025 : Nouveau jour : Gabriel Bartoli

#### Autre
- 2022 : Le Grand Restaurant : La Guerre de l'étoile (divertissement) de Pierre Palmade

### Web-série
- 2011 : Plan Biz de Stanislas Graziani : Thibaud « le beau gosse »

## Doublage

### Cinéma

#### Films
- 2021 : L'Homme de l'eau (en) : voix additionnelles
- 2022 : L'Amour en laisse : le général (Lee Hyun-Bae)
- 2022 : Sans issue : Ash (Danny Ramirez)
- 2022 : Jackass 4.5 : Brad [Qui ?]
- 2022 : Emergency (en) : Rafael (Diego Abraham)
- 2023 : Silver et le livre des rêves (de) : Henry Harper (Rhys Mannion (sv))

#### Films d'animation
- 2006 : Piccolo, Saxo et Compagnie : Saxo (création de voix)
- 2021 : Ron débloque : voix additionnelles

### Télévision

#### Séries télévisées
- 2020-2021 : Betty : Joe (Joe Apollonio) (6 épisodes)
- 2021 : On the Verge : Ford (Peter Gilroy) (saison 1, épisode 9)
- 2021 : Raven : David (Noen Perez) (saison 4, épisode 8)
- 2021 : Dave : Jae (Karl Yune) (saison 2, épisode 1)
- 2022 : Wedding Season (en) : Hugo Delaney (George Webster) (8 épisodes)
- 2022 : The Walking Dead : Jesse (Connor Hammond) (saison 11, épisode 13)
- 2022 : Pistol : Wally Nightingale (Dylan Llewellyn) (mini-série)
- 2022-2024 : Umbrella Academy : Viktor Hargreeves alias « Numéro 7 / Le Violon Blanc » (Elliot Page) (2e voix, depuis la saison 3)
- 2023 : The Full Monty, la série : Cal (Dominic Sharkey) (mini-série)
- depuis 2024 : Avatar, le dernier maître de l'air : Zuko (Dallas Liu)
- 2025 : Reacher : Richard Beck (Johnny Berchtold) (saison 3)
- depuis 2025 : La Maison de David : David (Michael Iskander)

#### Séries d'animation
- 2012-2013[n 1] : Phantom Blood et Battle Tendency : voix additionnelles
- 2021 : So I'm a Spider, So What? : Julius Zagan Analeit
- 2021 : Edens Zero : voix additionnelles
- 2022 : Les Aventures de Rilakkuma au parc d'attractions : Pierrot le clown
- 2022 : Gudetama : Une aventure œuforique : Œufs de saumon et Guretama jeune
- 2022 : My Dress-Up Darling : voix additionnelles
- 2022 : Le Requiem du roi des roses : Dorset
- 2023 : Edens Zero : Master Noa

### Jeux vidéo
- 2016 : Battlefield 1 : Clyde Blackburn

## Théâtre
Sauf indication contraire ou complémentaire, les informations mentionnées dans cette section peuvent être confirmées par la base de données Les Archives du spectacle.
- 2013 : La Chanson de l'éléphant de Nicolas Billon, mise en scène de Bruno Dupuis, Petit Théâtre Montparnasse
- 2017 : On se refait Palmade !, sketch L'Œdipe, mise en scène de Pierre Palmade, Théâtre de Paris - diffusé à la télévision le 16 juin 2017
- 2018 : Paprika de Pierre Palmade, mise en scène de Jeoffrey Bourdenet, théâtre de la Madeleine

## Distinctions

### Récompense
- Prix Beaumarchais 2014 : « Chérubin » (révélation théâtrale de l'année), pour La Chanson de l'éléphant

### Nomination
- Molières 2014 : révélation masculine pour La Chanson de l'éléphant